# Elezioni comunali in Emilia-Romagna del 2022
Le elezioni comunali in Emilia-Romagna del 2022 si sono tenute il 12-13 giugno (con ballottaggio il 26-27 giugno).

## Riepilogo dei risultati

### Riepilogo dei sindaci uscenti e dei sindaci eletti
| Provincia | Comune   | Sindaco uscente | Sindaco uscente            | Sindaco eletto | Sindaco eletto          | Primo turno | Primo turno | Secondo turno | Secondo turno | Seggi   |
| Provincia | Comune   | Sindaco uscente | Sindaco uscente            | Sindaco eletto | Sindaco eletto          | Voti        | %           | Voti          | %             | Seggi   |
| --------- | -------- | --------------- | -------------------------- | -------------- | ----------------------- | ----------- | ----------- | ------------- | ------------- | ------- |
| Bologna   | Budrio   |                 | Maurizio Mazzanti (Ind.)   |                | Debora Badiali (PD)     | 4.030       | 50,32       | —             | —             | 10 / 16 |
| Parma     | Parma    |                 | Federico Pizzarotti (Ind.) |                | Michele Guerra (Ind.)   | 32.567      | 44,18       | 37.319        | 66,19         | 20 / 32 |
| Piacenza  | Piacenza |                 | Patrizia Barbieri (Ind.)   |                | Katia Tarasconi (PD)    | 15.828      | 39,93       | 16.935        | 53,46         | 20 / 32 |
| Rimini    | Riccione |                 | Renata Tosi (Ind.)         |                | Daniela Angelini (Ind.) | 8.378       | 50,29       | —             | —             | 15 / 24 |

## Città metropolitana di Bologna

### Budrio
|                               | Debora Badiali ✔️ Sindaca | 4 030                | 50,32 | Partito Democratico             | 2 162 | 29,59 | 7  |  |  |
| BudrioPiù                     | Debora Badiali ✔️ Sindaca | 4 030                | 50,32 | 494                             | 6,76  | 1     |    |  |  |
| Demos                         | Debora Badiali ✔️ Sindaca | 4 030                | 50,32 | 449                             | 6,15  | 1     |    |  |  |
| Articolo Uno                  | Debora Badiali ✔️ Sindaca | 4 030                | 50,32 | 297                             | 4,07  | 1     |    |  |  |
| Europa Verde                  | Debora Badiali ✔️ Sindaca | 4 030                | 50,32 | 267                             | 3,65  | –     |    |  |  |
|                               | Maurizio Mazzanti         | 3 298                | 41,18 | Noi per Budrio                  | 2 206 | 30,19 | 4  |  |  |
| Vivi Budrio                   | Maurizio Mazzanti         | 3 298                | 41,18 | 776                             | 10,62 | 1     |    |  |  |
| Seggio di coalizione          | Seggio di coalizione      | Seggio di coalizione | 41,18 | 1                               |       |       |    |  |  |
|                               | Claudio Arletti           | 384                  | 4,79  | Centro Destra Uniti per Budrio! | 379   | 5,19  | –  |  |  |
|                               | Gualtiero Via             | 297                  | 3,71  | Unione e Libertà                | 276   | 3,78  | –  |  |  |
| Totale                        | Totale                    | 8 009                | 100   |                                 | 7 306 | 100   | 16 |  |  |
|                               |                           |                      |       |                                 |       |       |    |  |  |
| Fonte: Ministero dell'interno |                           |                      |       |                                 |       |       |    |  |  |

## Provincia di Parma

### Parma
| Candidati | Candidati                 | II turno             | II turno            | I turno | I turno | Liste                                                                                 | Voti   | %     | Seggi |
| Candidati | Candidati                 | Voti                 | %                   | Voti    | %       | Liste                                                                                 | Voti   | %     | Seggi |
| --- | ------------------------- | -------------------- | ------------------- | ------- | ------- | ------------------------------------------------------------------------------------- | ------ | ----- | ----- |
| | Michele Guerra ✔️ Sindaco | 37 319               | 66,19               | 32 567  | 44,18   | Partito Democratico                                                                   | 15 920 | 24,24 | 12    |
| Effetto Parma | Michele Guerra ✔️ Sindaco | 37 319               | 66,19               | 32 567  | 44,18   | 5 567                                                                                 | 8,48   | 4     |       |
| Michele Guerra Sindaco                                                                                            | Michele Guerra ✔️ Sindaco | 37 319               | 66,19               | 32 567  | 44,18   | 5 001                                                                                 | 7,61   | 3     |       |
| Parma - La Sinistra Coraggiosa (Articolo Uno-Sinistra Italiana)                                                   | Michele Guerra ✔️ Sindaco | 37 319               | 66,19               | 32 567  | 44,18   | 1 719                                                                                 | 2,62   | 1     |       |
| Onda (Volt-+Europa-Radicali Italiani)                                                                             | Michele Guerra ✔️ Sindaco | 37 319               | 66,19               | 32 567  | 44,18   | 737                                                                                   | 1,12   | –     |       |
| Cantiere Riformista (Italia Viva–Centro Democratico–Partito Socialista Italiano)                                  | Michele Guerra ✔️ Sindaco | 37 319               | 66,19               | 32 567  | 44,18   | 628                                                                                   | 0,96   | –     |       |
| | Pietro Vignali            | 19 062               | 33,81               | 15 666  | 21,25   | Vignali Sindaco                                                                       | 8 559  | 13,03 | 4     |
| Lega | Pietro Vignali            | 19 062               | 33,81               | 15 666  | 21,25   | 2 720                                                                                 | 4,14   | 1     |       |
| Forza Italia–Unione di Centro–Noi con l'Italia–Italia al Centro–Il Popolo della Famiglia–Partito Europei Liberali | Pietro Vignali            | 19 062               | 33,81               | 15 666  | 21,25   | 1 725                                                                                 | 2,63   | –     |       |
| Sicurezza e Decoro                                                                                                | Pietro Vignali            | 19 062               | 33,81               | 15 666  | 21,25   | 528                                                                                   | 0,80   | –     |       |
| Ambiente e Salute                                                                                                 | Pietro Vignali            | 19 062               | 33,81               | 15 666  | 21,25   | 261                                                                                   | 0,40   | –     |       |
| Seggio di coalizione                                                                                              | Seggio di coalizione      | Seggio di coalizione | 33,81               | 15 666  | 21,25   | 1                                                                                     |        |       |       |
| | Dario Costi               | Dario Costi          | Dario Costi         | 9 944   | 13,49   | Ora                                                                                   | 3 463  | 5,27  | 1     |
| Civiltà Parmigiana                                                                                                | Dario Costi               | Dario Costi          | Dario Costi         | 9 944   | 13,49   | 3 006                                                                                 | 4,58   | 1     |       |
| Un Progetto di Comunità                                                                                           | Dario Costi               | Dario Costi          | Dario Costi         | 9 944   | 13,49   | 1 028                                                                                 | 1,57   | –     |       |
| Generazione Parma                                                                                                 | Dario Costi               | Dario Costi          | Dario Costi         | 9 944   | 13,49   | 517                                                                                   | 0,79   | –     |       |
| Seggio di coalizione                                                                                              | Seggio di coalizione      | Seggio di coalizione | Dario Costi         | 9 944   | 13,49   | 1                                                                                     |        |       |       |
| | Priamo Bocchi             | Priamo Bocchi        | Priamo Bocchi       | 5 550   | 7,53    | Fratelli d'Italia                                                                     | 5 037  | 7,67  | 1     |
| Seggio di coalizione                                                                                              | Seggio di coalizione      | Seggio di coalizione | Priamo Bocchi       | 5 550   | 7,53    | 1                                                                                     |        |       |       |
| | Enrico Ottolini           | Enrico Ottolini      | Enrico Ottolini     | 3 101   | 4,21    | Europa Verde                                                                          | 3 030  | 4,61  | –     |
| Seggio di coalizione                                                                                              | Seggio di coalizione      | Seggio di coalizione | Enrico Ottolini     | 3 101   | 4,21    | 1                                                                                     |        |       |       |
| | Andrea Bui                | Andrea Bui           | Andrea Bui          | 2 623   | 3,56    | Potere al Popolo!                                                                     | 1 510  | 2,30  | –     |
| Rifondazione Comunista–Partito Comunista Italiano                                                                 | Andrea Bui                | Andrea Bui           | Andrea Bui          | 2 623   | 3,56    | 756                                                                                   | 1,15   | –     |       |
| | Giampaolo Lavagetto       | Giampaolo Lavagetto  | Giampaolo Lavagetto | 1 986   | 2,69    | Per Parma 2032                                                                        | 1 889  | 2,88  | –     |
| | Marco Adorni              | Marco Adorni         | Marco Adorni        | 1 054   | 1,43    | L'Altra Parma-Uniti per la Costituzione (Alternativa-Ancora Italia-Partito Comunista) | 906    | 1,38  | –     |
| | Luca Galardi              | Luca Galardi         | Luca Galardi        | 778     | 1,06    | Movimento 3V                                                                          | 733    | 1,12  | –     |
| | Gaetano Vilnò             | Gaetano Vilnò        | Gaetano Vilnò       | 452     | 0,61    | Noi Siamo Davvero                                                                     | 436    | 0,66  | –     |
| Totale | Totale                    | 56 381               | 100                 | 73 721  | 100     |                                                                                       | 65 676 | 100   | 32    |
| |                           |                      |                     |         |         |                                                                                       |        |       |       |
| Fonte: Ministero dell'interno                                                                                     |                           |                      |                     |         |         |                                                                                       |        |       |       |

## Provincia di Piacenza

### Piacenza
| Candidati                                       | Candidati                  | II turno                | II turno                | I turno | I turno | Liste                                         | Voti   | %     | Seggi |
| Candidati                                       | Candidati                  | Voti                    | %                       | Voti    | %       | Liste                                         | Voti   | %     | Seggi |
| ----------------------------------------------- | -------------------------- | ----------------------- | ----------------------- | ------- | ------- | --------------------------------------------- | ------ | ----- | ----- |
|                                                 | Katia Tarasconi ✔️ Sindaca | 16 935                  | 53,46                   | 15 828  | 38,78   | Partito Democratico                           | 5 483  | 14,86 | 8     |
| Lista civica per Piacenza                       | Katia Tarasconi ✔️ Sindaca | 16 935                  | 53,46                   | 15 828  | 38,78   | 5 283                                         | 14,32  | 8     |       |
| Piacenza Coraggiosa (Articolo Uno-Green Italia) | Katia Tarasconi ✔️ Sindaca | 16 935                  | 53,46                   | 15 828  | 38,78   | 1 624                                         | 4,40   | 2     |       |
| Piacenza Oltre                                  | Katia Tarasconi ✔️ Sindaca | 16 935                  | 53,46                   | 15 828  | 38,78   | 1 466                                         | 3,97   | 2     |       |
| Azione                                          | Katia Tarasconi ✔️ Sindaca | 16 935                  | 53,46                   | 15 828  | 38,78   | 574                                           | 1,56   | –     |       |
| Pensionati Piacentini                           | Katia Tarasconi ✔️ Sindaca | 16 935                  | 53,46                   | 15 828  | 38,78   | 222                                           | 0,60   | –     |       |
|                                                 | Patrizia Barbieri          | 14 742                  | 46,54                   | 14 952  | 36,64   | Patrizia Barbieri Sindaco-Trespidi con Liberi | 5 717  | 15,49 | 4     |
| Fratelli d'Italia                               | Patrizia Barbieri          | 14 742                  | 46,54                   | 14 952  | 36,64   | 4 712                                         | 12,77  | 3     |       |
| Lega                                            | Patrizia Barbieri          | 14 742                  | 46,54                   | 14 952  | 36,64   | 2 471                                         | 6,70   | 1     |       |
| Forza Italia–Italia al Centro–Unione di Centro  | Patrizia Barbieri          | 14 742                  | 46,54                   | 14 952  | 36,64   | 1 205                                         | 3,27   | –     |       |
| Seggio di coalizione                            | Seggio di coalizione       | Seggio di coalizione    | 46,54                   | 14 952  | 36,64   | 1                                             |        |       |       |
|                                                 | Stefano Cugini             | Stefano Cugini          | Stefano Cugini          | 4 243   | 10,40   | Alternativa per Piacenza                      | 1 515  | 4,11  | 1     |
| Europa Verde                                    | Stefano Cugini             | Stefano Cugini          | Stefano Cugini          | 4 243   | 10,40   | 857                                           | 2,32   | –     |       |
| Movimento 5 Stelle                              | Stefano Cugini             | Stefano Cugini          | Stefano Cugini          | 4 243   | 10,40   | 760                                           | 2,06   | –     |       |
| @Sinistra                                       | Stefano Cugini             | Stefano Cugini          | Stefano Cugini          | 4 243   | 10,40   | 727                                           | 1,97   | –     |       |
| Seggio di coalizione                            | Seggio di coalizione       | Seggio di coalizione    | Stefano Cugini          | 4 243   | 10,40   | 1                                             |        |       |       |
|                                                 | Corrado Sforza Fogliani    | Corrado Sforza Fogliani | Corrado Sforza Fogliani | 3 292   | 8,07    | Liberali Piacentini-Terzo Polo                | 3 070  | 8,32  | –     |
| Seggio di coalizione                            | Seggio di coalizione       | Seggio di coalizione    | Corrado Sforza Fogliani | 3 292   | 8,07    | 1                                             |        |       |       |
|                                                 | Maurizio Botti             | Maurizio Botti          | Maurizio Botti          | 761     | 1,86    | Piacenza Rinasce                              | 702    | 1,90  | –     |
|                                                 | Samantha Favari            | Samantha Favari         | Samantha Favari         | 567     | 1,39    | Movimento 3V                                  | 508    | 1,38  | –     |
| Totale                                          | Totale                     | 31 677                  | 100                     | 40 813  | 100     |                                               | 36 896 | 100   | 32    |
|                                                 |                            |                         |                         |         |         |                                               |        |       |       |
| Fonte: Ministero dell'interno                   |                            |                         |                         |         |         |                                               |        |       |       |

## Provincia di Rimini

### Riccione
|                               | Daniela Angelini ✔️ Sindaca | 8 378                | 50,29 | Partito Democratico                  | 4 589  | 29,77 | 10 |  |  |
| 2030 Lista Civica per Daniela | Daniela Angelini ✔️ Sindaca | 8 378                | 50,29 | 1 202                                | 7,80   | 2     |    |  |  |
| Riccione col Cuore            | Daniela Angelini ✔️ Sindaca | 8 378                | 50,29 | 667                                  | 4,33   | 1     |    |  |  |
| Riccione Coraggiosa           | Daniela Angelini ✔️ Sindaca | 8 378                | 50,29 | 505                                  | 3,28   | 1     |    |  |  |
| Uniamo Riccione               | Daniela Angelini ✔️ Sindaca | 8 378                | 50,29 | 423                                  | 2,74   | 1     |    |  |  |
| Movimento 5 Stelle            | Daniela Angelini ✔️ Sindaca | 8 378                | 50,29 | 394                                  | 2,56   | –     |    |  |  |
|                               | Stefano Caldari             | 6 304                | 37,84 | Caldari Sindaco Generazione Riccione | 1 565  | 10,15 | 2  |  |  |
| Noi Riccionesi                | Stefano Caldari             | 6 304                | 37,84 | 1 072                                | 6,95   | 1     |    |  |  |
| Lista Civica Renata Tosi      | Stefano Caldari             | 6 304                | 37,84 | 886                                  | 5,75   | 1     |    |  |  |
| Lega                          | Stefano Caldari             | 6 304                | 37,84 | 819                                  | 5,31   | 1     |    |  |  |
| Fratelli d'Italia             | Stefano Caldari             | 6 304                | 37,84 | 806                                  | 5,23   | 1     |    |  |  |
| Forza Italia                  | Stefano Caldari             | 6 304                | 37,84 | 718                                  | 4,66   | 1     |    |  |  |
| Seggio di coalizione          | Seggio di coalizione        | Seggio di coalizione | 37,84 | 1                                    |        |       |    |  |  |
|                               | Claudio Cecchetto           | 1 475                | 8,85  | Lista Civica Cecchetto               | 889    | 5,77  | –  |  |  |
| Riccione Civica               | Claudio Cecchetto           | 1 475                | 8,85  | 317                                  | 2,06   | –     |    |  |  |
| Fratelli di Riccione          | Claudio Cecchetto           | 1 475                | 8,85  | 90                                   | 0,58   | –     |    |  |  |
| Seggio di coalizione          | Seggio di coalizione        | Seggio di coalizione | 8,85  | 1                                    |        |       |    |  |  |
|                               | Stefania Sinicropi          | 501                  | 3,01  | Movimento 3V                         | 473    | 3,07  | –  |  |  |
| Totale                        | Totale                      | 16 658               | 100   |                                      | 15 415 | 100   | 24 |  |  |
|                               |                             |                      |       |                                      |        |       |    |  |  |
| Fonte: Ministero dell'interno |                             |                      |       |                                      |        |       |    |  |  |